# Heinrich Zeise (Pastor)
Heinrich Zeise (* 28. März 1718 in Hadersleben; † 16. März 1794 in Altona) war ein deutscher evangelischer Pastor.

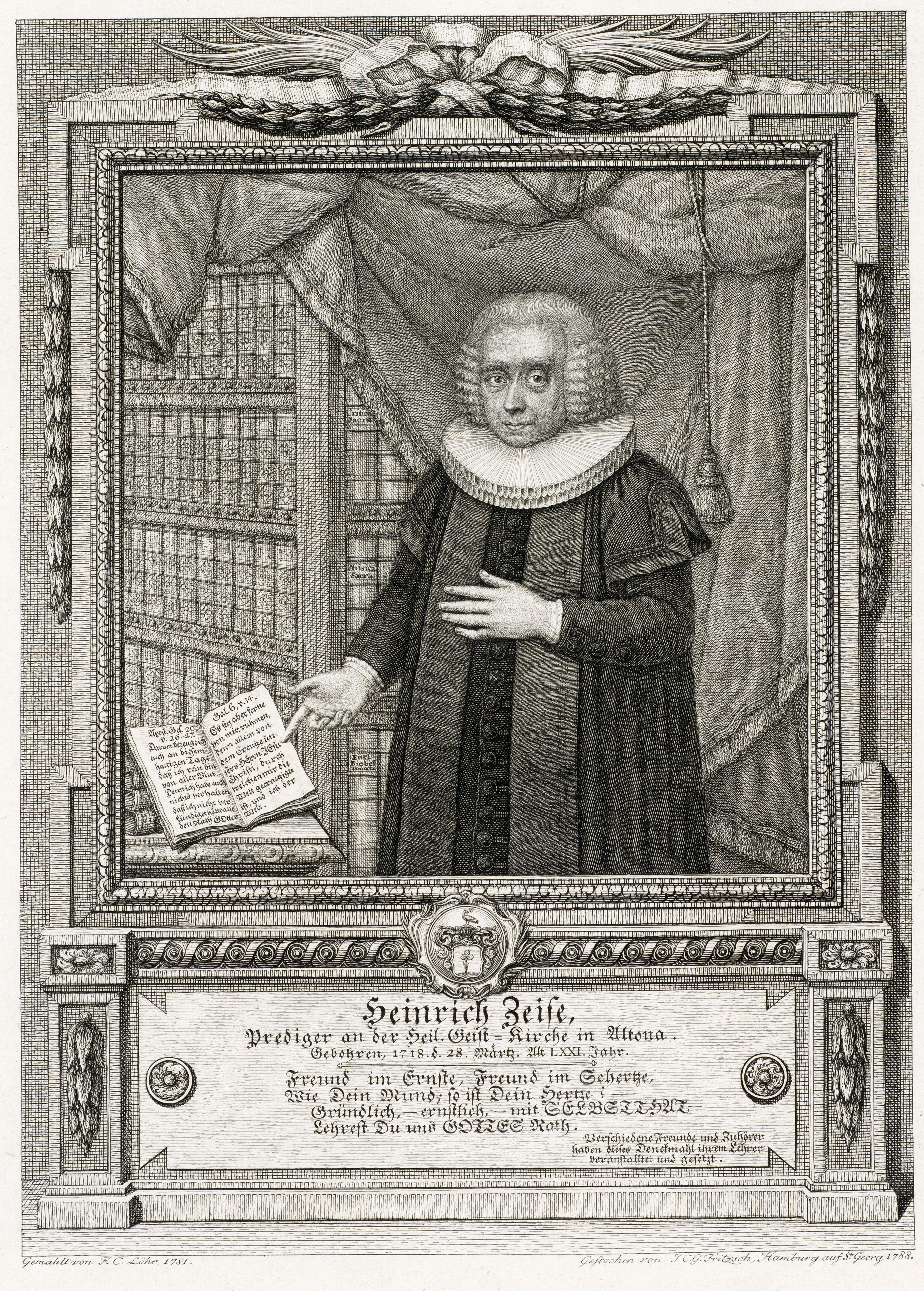
Heinrich Heise auf einem Kupferstich von 1788.

## Leben und Wirken
Heinrich Zeise stammte aus der Familie Zeise. Er war ein Sohn des Apothekers Carl Christian Zeise (* 3. Dezember 1685 in Kopenhagen; begraben am 22. September 1756 in Hadersleben) und dessen Ehefrau Salome, geborene Helms (* im Oktober 1701 in Hadersleben; † 1. März 1781 ebenda). Der Großvater mütterlicherseits war der Haderslebener Apotheker Heinrich Helms.
Zeise wollte dem Vorbild seines Vaters folgend Apotheker werden. Der Vater entschied jedoch, dass sein Sohn einen geistlichen Beruf ergreifen sollte. Zeise lernte daher an der Gelehrtenschule in Hadersleben und nahm im Sommersemester 1736 ein Theologiestudium in Jena auf. Hier besuchte er zumeist Vorlesungen des gemäßigten Orthodoxen Johann Georg Walch. 1740 kehrte er zurück zu seinem Elternhaus in Hadersleben, wo ihn der pietistische Hauptpastor und Propst Johannes Tychsen (1688–1750) sehr prägte.
1741 legte Zeise bei Tychsen das Amtsexamen ab. Danach zog er nach Kopenhagen und hielt deutsche und dänische Predigten. Die dortigen einflussreichen Geistlichen schätzten seine Persönlichkeit und hätten ihm sicher einfach zu einer Predigerstelle verhelfen können. Zeise selbst sagte, dass er grundsätzlich nie um solche Ämter habe bitten wollen. 1742 ging er erneut nach Hadersleben. 1743 folgte Zeise jedoch einem Ruf des Grafen Frederick Conrad von Holstein-Holsteinborg nach Holsteinborg. Zwei Jahre später wechselte er als Adjunkt zu dem Propst Johannes Harboe (1681–1752) nach Broacker. Beide gerieten wenig später in Streit. Zeise zog daraufhin wieder in das väterliche Haus nach Hadersleben. 1746 ging er als Nachmittagsprediger in das St.-Johannis-Kloster vor Schleswig, wo er schwer erkrankte. Da er vermutete, nur noch kurz zu leben, wollte er bis zu seinem Tod als Sekretär von Jeremias Friedrich Reuß arbeiten. Reuß empfahl ihm, weiterhin zu predigen, und offerierte ihm eine Stelle als Pfarrer. Zeise lehnte dies aufgrund seiner gesundheitlichen Probleme ab.
Graf Christian Detlev Reventlow (1704–1750), der das Amt des Patrons der Altonaer Heiliggeistkirche innehatte, kannte Zeise von dessen Predigten in Schleswig. Zeise folgte Reventlows Ruf aus dem Jahr 1748 zum Adjunkten des Pastors Michael Hirschfeld (1677–1757) erst zwei Jahre später, um auf den bisherigen Adjunkten Rücksicht zu nehmen. 1757 folgte Zeise auf Hirschfeld als Pastor der Kirche.
In Altona betreute Zeise eine kleine Gemeinde, zu der die Bewohner des Armenhauses und einige am Kirchhof lebende Familien von Handwerken gehörten. Er wurde schnell ein bekannter Prediger und erhielt Besuche von Personen aus Hamburg und den umliegenden Gegenden. Zeise erkannte, dass seine Zuhörer Predigten auf Plattdeutsch besser aufnehmen konnten als solche in hochdeutscher Sprache. Daher hielt er Teile seiner Predigten, die er seinen Gottesdienstbesuchern besonders nahebringen wollte, auf Plattdeutsch, was ein gewaltiges Aufsehen auslöste. Die Mehrzahl der Theologen seiner Zeit beurteilte diese Form der Predigt positiv, wenngleich Zeise auch oftmals verspottet wurde.
Zeise galt als bescheidene Person, dem seine schlecht bezahlte Stelle ausreichte und der ihm angebotene renommiertere Positionen immer ablehnte. Seine Predigten erschienen, trotz Bitten seiner Zuhörer, nur selten in gedruckter Form. Vorschläge von Gönnern, die ihm ein größeres Kirchengebäude stiften wollten, lehnte er ab. Er gönnte sich nur eine große Bibliothek, in der sowohl theologische als auch mathematische und naturwissenschaftliche Literatur zu finden war. Seit seinem Aufenthalt auf Holsteinborg sammelte er Literatur. Mit dem Geld seiner zweiten Ehefrau erweiterte er die Bestände in größerem Umfang. Bei Lebensende hatte er 7500 Werke zusammengetragen.

## Familie
Zeise heiratete am 1. Juni 1752 in Altona Christina Johanna Bolten (* 25. November 1725 in Altona). Ihr Vater war der Theologe Johannes Bolten, der mit Anna Gertrud, geborene Biester (1686–1764) verheiratet war. Zeises erste Ehefrau, mit der er eine Tochter hatte, starb im Jahr nach der Hochzeit am 26. Juli 1753 in Altona.
Im April 1755 heiratete Zeise in zweiter Ehe Margarethe Elisabeth Wiese (* 6. Januar 1729 in Hamburg; † 27. März 1797). Ihr Vater Peter Theodor Wiese (1701–1771) arbeitete in Hamburg als Jurist. Aus diese Ehe gingen acht Töchter und vier Söhne hervor.